# وندل جانسون
وندل جانسون (انگلیسی: Wendell Johnson؛ ۱۶ آوریل ۱۹۰۶ – ۲۹ اوت ۱۹۶۵) روان‌شناس هنرمند و نویسنده اهل ایالات متحده آمریکا بود.